# Crocodileimus robustus
Crocodileimus robustus è un rettile estinto affine ai coccodrilli. Visse nel Giurassico superiore (circa 150 milioni di anni fa) e i suoi resti sono stati ritrovati in Francia, nei calcari litografici di Cerin.

## Descrizione
Questo coccodrillo, noto per un unico esemplare eccezionalmente conservato, era di piccole dimensioni: la lunghezza era di circa 60 centimetri. Il cranio era piuttosto allungato e costituiva circa un quinto della lunghezza del corpo. Il muso terminava in una struttura allargata, a forma di cuore; le mascelle erano robuste e armate di numerosi denti (24 in ogni mascella superiore e 2 in ogni mandibola), lunghi e leggermente ricurvi all'indietro. Gli arti erano ben sviluppati e possedevano ossa robuste. La coda era larga e piuttosto corta, pesantemente corazzata. Anche l'addome era dotato di una corazza, costituita da spesse placche poligonali.

## Classificazione
Il crocodileimo era molto simile ai veri coccodrilli, ma le parentele di questo animale vanno ricercate all'interno della famiglia dei folidosauridi (Pholidosauridae), un gruppo di arcosauri affini ai coccodrilli ma più primitivi, dotati di lunghi rostri. Benché Crocodileimus fosse di dimensioni modeste, nel corso della loro evoluzione i folidosauridi svilupparono forme gigantesche, come Sarcosuchus del Cretaceo.

## Stile di vita
Le lunghe mascelle, strette e armate di lunghi denti sottili, fanno supporre che il crocodileimo fosse un predatore di pesci. La potente armatura ventrale e caudale indica che questo animale non fosse un veloce nuotatore, e nemmeno troppo agile. È possibile che Crocodileimus fosse maggiormente adatto alla deambulazione terrestre, anche grazie alle lunghe zampe. Questo piccolo coccodrillo, probabilmente, viveva in acque poco agitate e dolci, forse un ambiente simile a quello dell'attuale gaviale del Gange (Gavialis gangeticus). Recenti ritrovamenti di invertebrati, comunque, hanno portato gli studiosi a ritenere che il giacimento di Cerin si sia formato in una laguna circondata da un reef emergente, nei pressi del mare tropicale che ricopriva gran parte dell'Europa nel Giurassico. 